# Pompeius Urbicus
Pompeius Urbicus († Herbst 48 n. Chr.) war ein römischer Eques der frühen Kaiserzeit.
Pompeius Urbicus wird nur vom römischen Geschichtsschreiber Tacitus im Zusammenhang mit dem Prozess gegen die Kaiserin Valeria Messalina erwähnt. Diese hatte ein Verhältnis mit dem jungen Senator Gaius Silius begonnen und ihn schließlich 48 n. Chr. geheiratet, was einer Scheidung von ihrem bisherigen Gemahl Claudius gleichkam. Als der Kaiser durch den Freigelassenen Narcissus darüber informiert wurde und unter dessen Einfluss zur Bestrafung seiner untreuen Gattin und des Silius schritt, wurden außer diesen eine Reihe weiterer vornehmer Römer, so auch Pompeius Urbicus, als Mitwisser hingerichtet.